# Hurtiges Zwergsechsauge
Das Hurtige Zwergsechsauge (Ischnothyreus velox) ist eine Spinne aus der Familie der Zwergsechsaugenspinnen (Oonopidae). Die Art war ursprünglich in den Tropen Asiens verbreitet, wurde aber auch in Europa, Nordamerika sowie weiteren Teilen Asiens eingeschleppt.

## Merkmale
Das Hurtige Zwergsechsauge erreicht eine Körperlänge von 1,5 bis zwei Millimetern und ist somit wie alle Zwergsechsaugenspinnen (Oonopidae) eine sehr kleine Spinnenart.
Das Prosoma (Vorderkörper) ist annähernd kreisrund und gelb bis braun gefärbt und hat eine gekörnte Oberfläche. Die Tibien (Schienen) des ersten und zweiten Beinpaares sind mit vier Paar Stacheln versehen. Ähnlich haben auch die Metatarsen (Fersenglieder der Tarsen bzw. Fußglieder) und die Patellae (Glieder zwischen den Femora bzw. Schenkeln und den Tibien) dieser Beinpaare zwei Paare kräftiger Stacheln. Das Opisthosoma (Hinterleib) ist ebenfalls gelb bis braun oder rötlich gefärbt. Es besitzt lange Haare und auf der Dorsalseite (Oberseite) ein braunes Scutum (sklerotisierte bzw. mit Chitin verhärtete Rückenplatte). Dieses Scutum reicht beim Weibchen bis zur Hälfte des Opisthosomas, beim Männchen bis zu dessen Ende.
Die Bulbi (männlichen Geschlechtsorgane) haben je einen großen Spermaporus. Jeder Bulbus hat ventral (an der Unterseite) außerdem eine Protuberanz (höckerartige Vorwölbung). Die an den Bulbi befindlichen Emboli (letzte Sklerite) besitzen je zwei Vorsprünge an ihrer Spitze. Die Epigyne (weibliches Geschlechtsorgan) ist nicht sklerotisiert, was auch für alle anderen Arten der Teilordnung der Haplogynae zutrifft.

## Vorkommen
Das Hurtige Zwergsechsauge war einst nur in den tropischen Gebieten Asiens bzw. Südostasiens verbreitet und wurde in Nord- und Mittelamerika, in Großbritannien, den Niederlanden, Deutschland, den Seychellen, Madagaskar, und Hawaii eingeführt. Außerdem kommt es in Ägypten vor. Zumindest in Großbritannien, den Niederlanden und Deutschland konnte sich das Hurtige Zwergsechsauge aber nicht fest etablieren.

### Lebensräume
Das Hurtige Zwergsechsauge bevorzugt entsprechend dem ursprünglichen Verbreitungsgebiet tropische Klimate und ist in Deutschland deshalb als synanthrope (menschliche Siedlungsbereiche bevorzugende) Art an Warmhäuser gebunden, in denen sie in Deutschland seit 100 Jahren nachgewiesen ist.

### Bedrohung und Schutz
Der allgemeine Bestand des Hurtigen Zwergsechsauges wird von der IUCN nicht gewertet, womit sie keinem Schutz unterliegt und auch in der Roten Liste gefährdeter Arten Tiere, Pflanzen und Pilze Deutschlands wird die Art nicht erfasst. In Deutschland gilt das Hurtige Zwergsechsauge allgemein als sehr selten und seine Bestände sind langfristig unbekannt, kurzfristig sind diese allerdings zunehmend.

## Lebensweise
Über die Lebensweise des Hurtigen Zwergsechsauges ist wenig bekannt. In Warmhäusern hält sich die nachtaktive Art etwa unter Blumentöpfen verborgen und geht in der Nacht auf Beutesuche. Die Bewegungen des Hurtigen Zwergsechsauges sind entsprechend ihrem Trivialnamen ziemlich schnell und gleichsam huschend, ganz im Gegensatz zu anderen Zwergsechsaugenspinnen (Oonopidae), die sich sonst eher langsam fortbewegen, Bei Störungen erhöht die Spinne ihre Laufgeschwindigkeit, sodass ihre Fortbewegung für Fressfeinde oder das menschliche Auge kaum noch wahrnehmbar ist.

## Systematik
Das Hurtige Zwergsechsauge wurde 1908 von Arthur Randell Jackson bereits als Ischnothyreus velox erstbeschrieben und erhielt keine Synonyme oder Namensänderungen. Der Artname velox stammt aus der lateinische Sprache und bedeutet „schnell“.